# محوطه داروند
محوطه داروند مربوط به عصر برنز - سده‌های اولیه دوران‌های تاریخی پس از اسلام است و در شهرستان ایلام، بخش مرکزی، دهستان میش خاص، روستای داروند واقع شده و این اثر در تاریخ ۱۸ اسفند ۱۳۸۷ با شمارهٔ ثبت ۲۵۳۸۷ به‌عنوان یکی از آثار ملی ایران به ثبت رسیده است.